# 解汝楫
解汝楫，元朝将领，易州定兴（今河北定兴县）人，解誠之子。
元世祖中统年间，袭父职为水军万户，跟随大军攻打反蒙的济南世侯李璮。至元六年（1269年），与李庭率水军在鹿门山（今湖北襄阳东南）大败南宋夏贵军，获战舰五十艘。至元八年（1271年），从阿术围攻襄阳，率水军邀击宋朝范文虎援军，擒获总管朱日新、郑皋。后参加渡江灭宋，有功，累获功赏。不久病死。赠推忠效节功臣、资德大夫、中书右丞、上护军，追封易国公，谥忠毅。其子解帖哥袭职，解帖哥之子解世英，由监察御史转任山南江北道佥事。